# Corylopsis platypetala
Corylopsis platypetala là một loài thực vật có hoa trong họ Hamamelidaceae. Loài này được Rehder & E.H.Wilson miêu tả khoa học đầu tiên năm 1913.